# The White Red Man
The White Red Man è un cortometraggio muto del 1911 diretto da Edwin S. Porter. Il film segna l'esordio cinematografico di Harold Lockwood, un attore che sarebbe presto diventato molto popolare.

## Produzione
Il film fu prodotto dalla Rex Motion Picture Company.

## Distribuzione
Distribuito dalla Motion Picture Distributors and Sales Company, il film - un cortometraggio in una bobina - uscì nelle sale cinematografiche USA il 10 agosto 1911.